# Sant'Anna Arresi
Sant'Anna Arresi (sardinski: Arrèsi) je grad i općina (comune) u pokrajini Južnoj Sardiniji u regiji Sardiniji, Italija. Nalazi se na nadmorskoj visini od 77 metara i ima 2 737 stanovnika.
 Prostire se na 36,68 km². Gustoća naseljenosti je 75 st/km².
Susjedne općine su: Masainas i Teulada.